# Irwin (rivier)
De Irwin is een rivier in de regio Mid West in West-Australië.

## Geschiedenis
De oorspronkelijke bewoners van het stroomgebied van de Irwin zijn de Amangu en Widi Aborigines. Ze noemen de rivier Thungarra wat "plaats van de zeehonden" betekent.
Ontdekkingsreiziger George Grey vernoemde de rivier op 9 april 1839 naar zijn vriend, majoor Frederick Chidley Irwin (1794-1860). Irwin was toen leider van de kolonie aan de rivier de Swan en werd later waarnemend gouverneur van West-Australië.
In de jaren 1850 werd een haven aangelegd aan de monding van de Irwin. Er werd een huis voor de havenmeester en een meelmolen gebouwd. Er bevonden zich twee steengroeven vlakbij. In 1873 verging het schip Albatross voor de monding van de Irwin.
In 1888-89 werd een brug over de Irwin gebouwd om Dongara en Port Denison te verbinden. Tot dan maakt men gebruik van ondiepe plaatsen om de rivier over te steken. In 1964 werd de brug vervangen door een nieuwe.

## Geografie
De Irwin ontspringt nabij Canna onder Pindar. De rivier stroomt vervolgens 140 kilometer in zuidwestelijke richting. Ten noorden van Mingenew stroomt ze door het Coalseam Conservation Park. De Irwin mondt uit in de Arurine-baai, tussen Dongara en Denison Port, en de vervolgens in de Indische Oceaan. De rivier wordt gevoed door onder meer volgende waterlopen:
- Mullewa Creek (177 m)
- Nangetty Creek (153 m)
- Lockier River (103 m)
- Sand Plain Creek (79 m)

## Klimaat
Het estuarium van de Irwin ligt in een gebied dat een mediterraan klimaat kent. De gemiddelde jaarlijkse neerslag in het nabijgelegen Dongara bedraagt 458 mm per jaar. De jaarlijkse gemiddelde minimum- en maximumtemperaturen in het nabijgelegen Geraldton bedragen respectievelijk 13,6 °C en 25,9 °C.

## Fauna en flora
Op de oevers van de riviergeulen in het estuarium groeit Eucalyptus camaldulensis (Engels: Red River Gum) en Allocasuarina huegeliana. De riviervlakte die nu grotendeels bebouwd is, was vroeger begroeid met Eucalyptus loxophleba (Engels: York Gum), Eucalyptus camaldulensis en Allocasuarina waarvan slechts hier en daar enkele bomen overgebleven zijn. De ondergroei bestond vermoedelijk uit Acacia acuminata en Acacia rostellifera.
Tijdens studies in 2005 en 2013 werden onder meer volgende dieren in en rond het estuarium van de Irwin waargenomen:
- vogels

- kleine noddy
- langsnavelraafkaketoe
- dunsnavelraafkaketoe
- zwartstaartbuidelmarter
- slechtvalk
- oeverloper
- Siberische gierzwaluw
- oosterse grote zilverreiger
- steenloper

- Siberische strandloper
- roodkeelstrandloper
- oostelijke rifreiger
- witbuikzeearend
- regenboogbijeneter
- Siberische grijze ruiter
- groenpootruiter
- poelruiter
- terekruiter

- reptielen
  - ruitpython
  - Neelaps calonotus

In de Irwin wordt gevist op Acanthopagrus butcheri (Engels: black bream). Als de zandbank in de monding van de rivier de toegang tot de oceaan niet afsluit kan men er Argyrosomus japonicus en blauwbaars vangen.

## Galerij

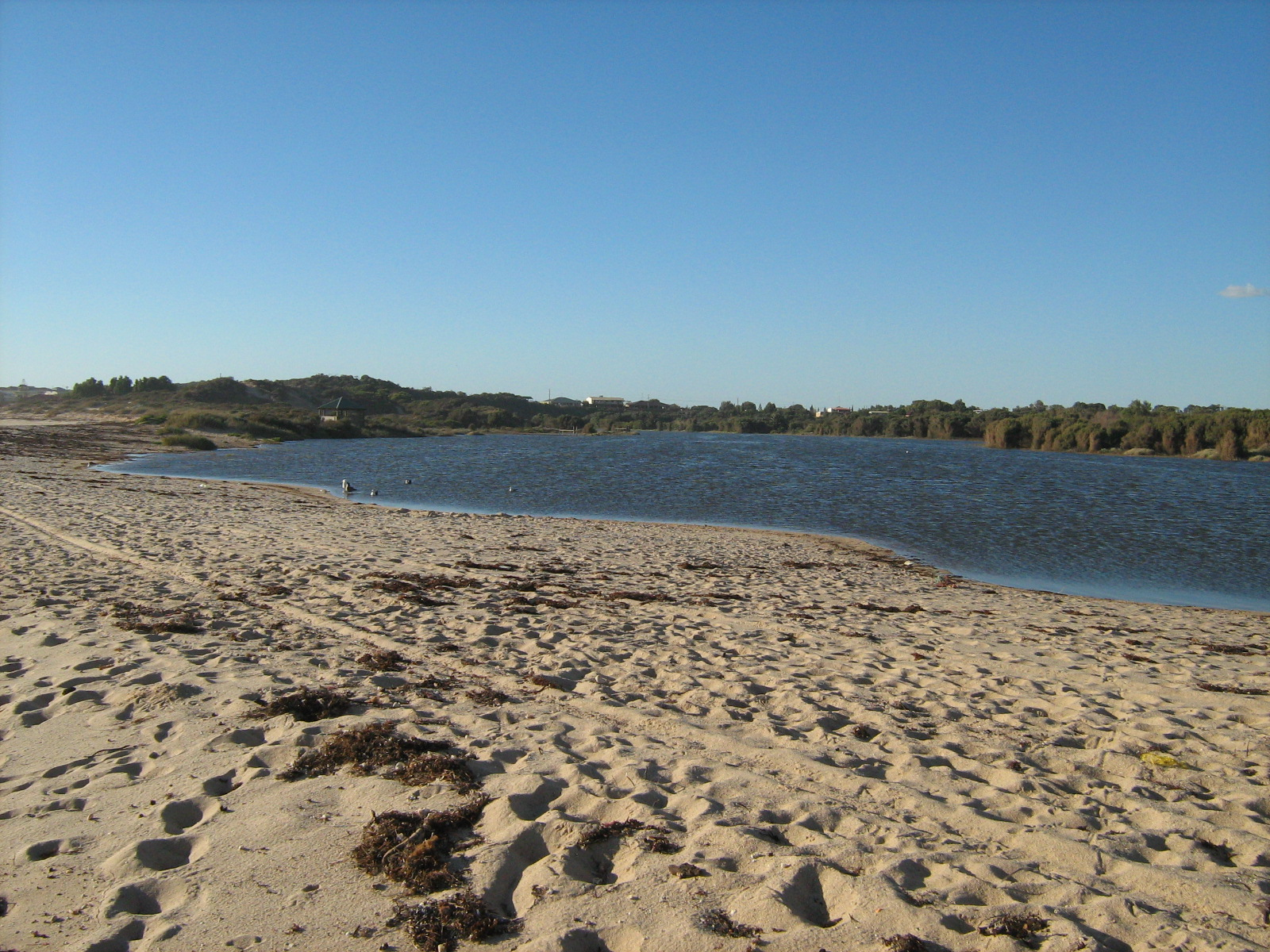
estuarium
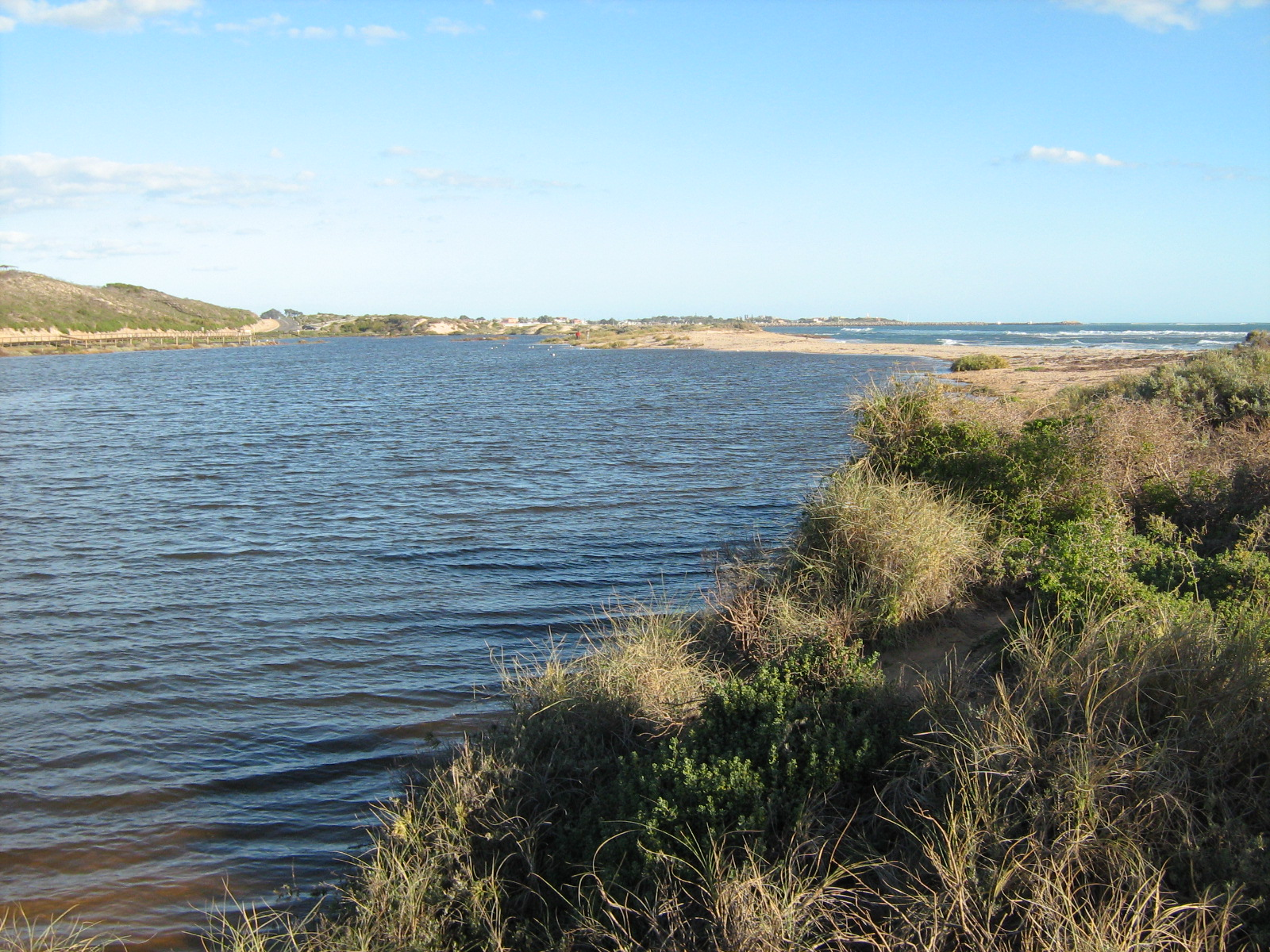
monding
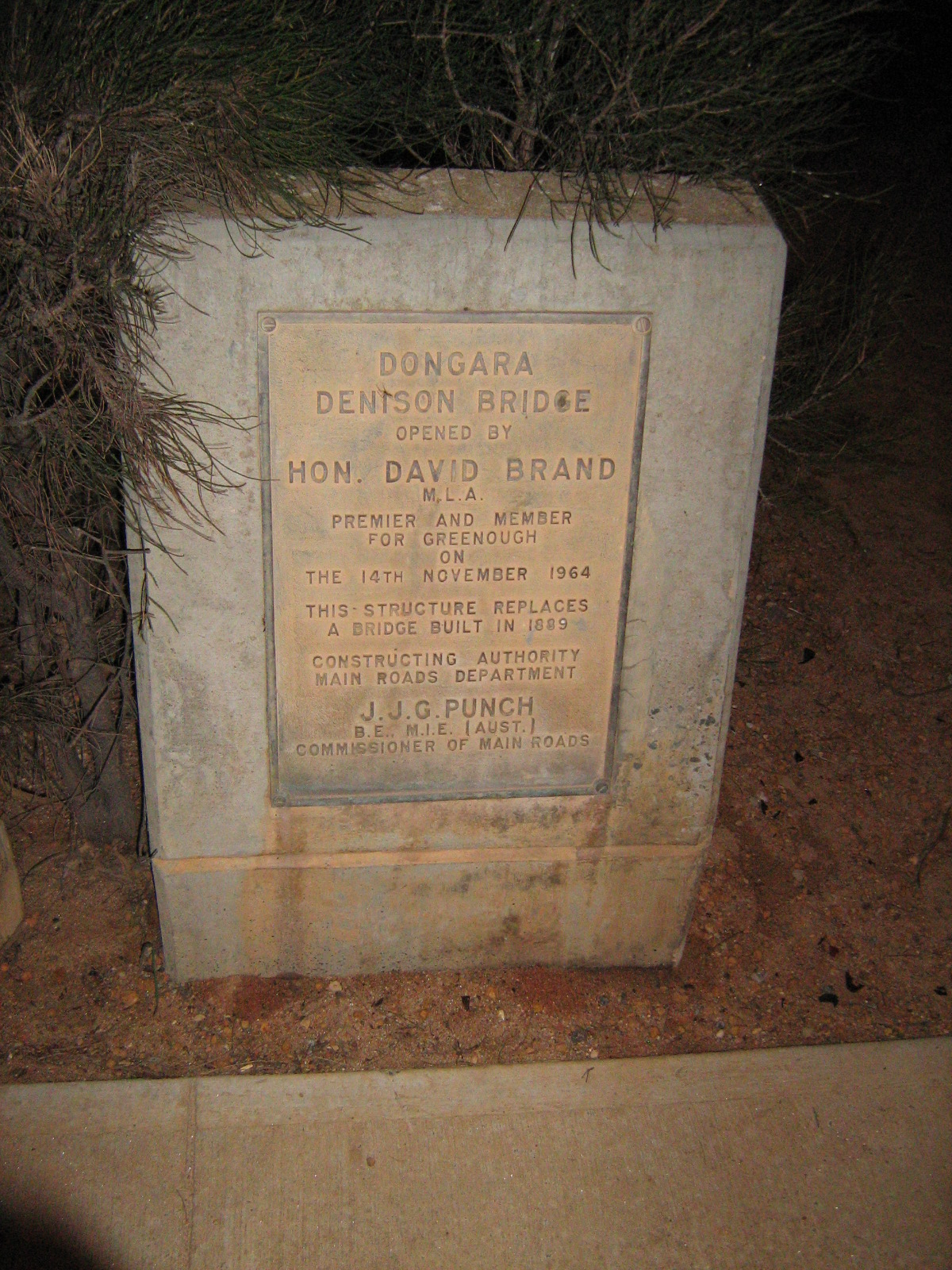
gedenksteen Dongara Denison Bridge
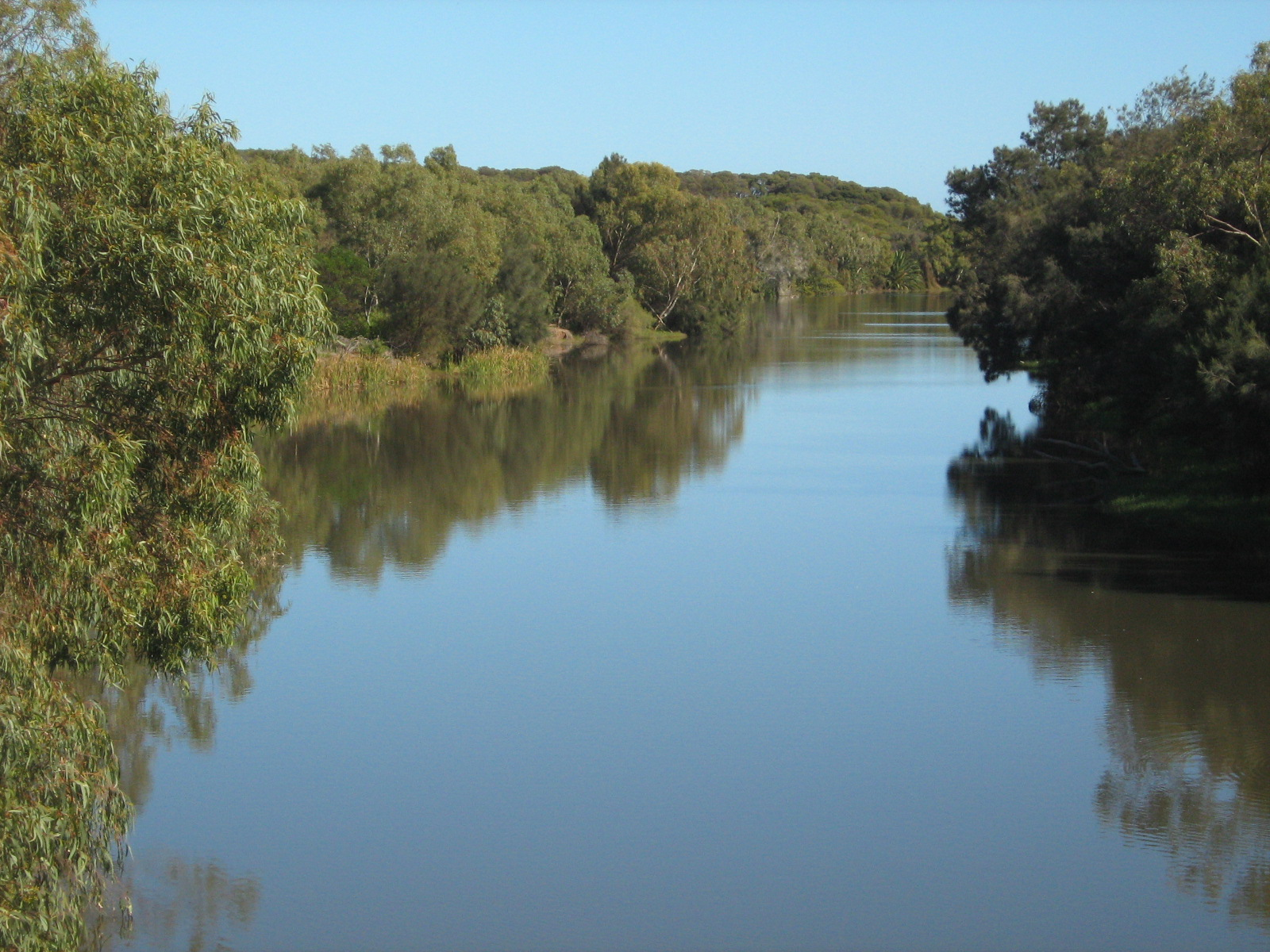
nabij Priory Lodge
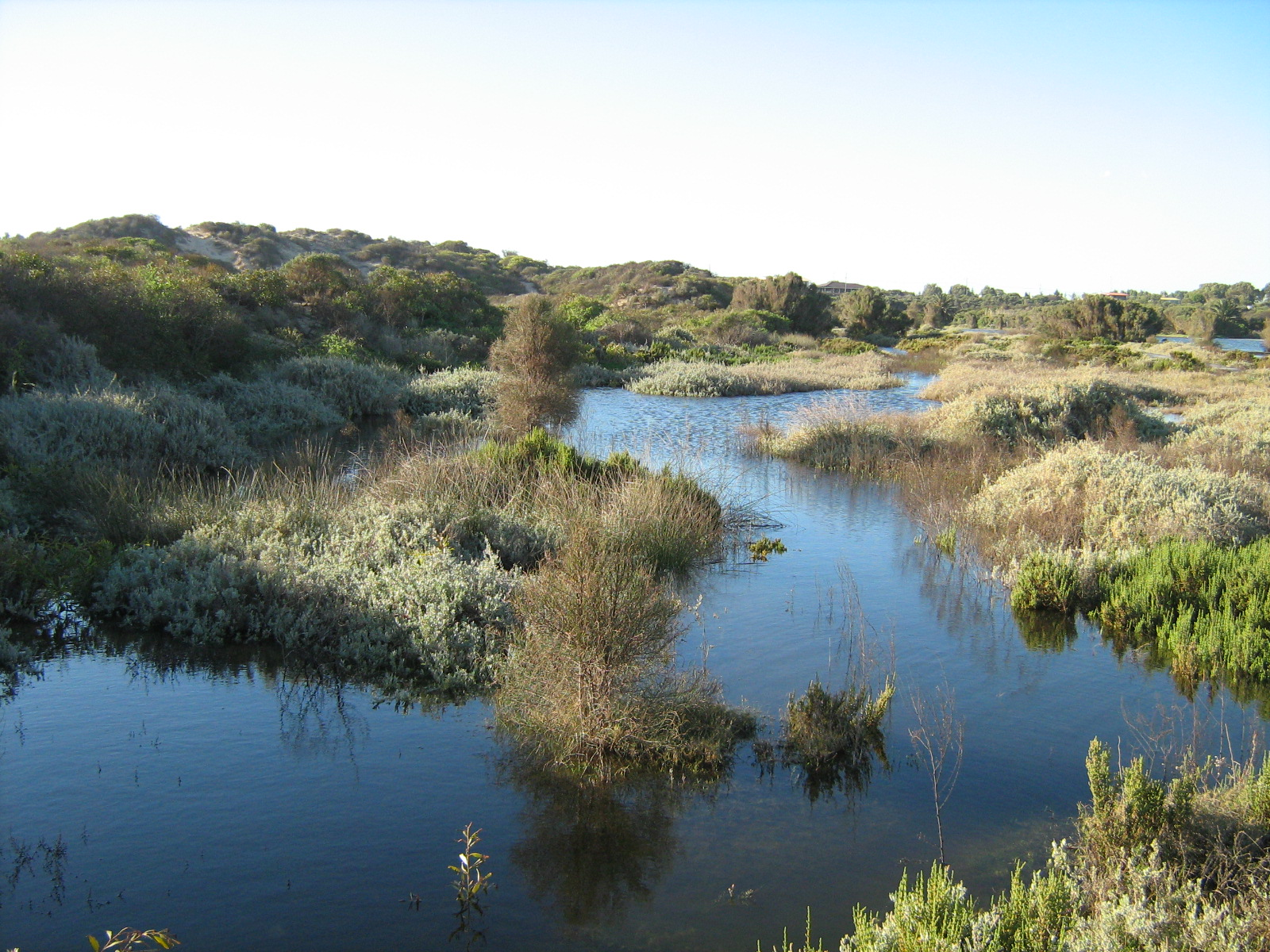
drasland nabij de monding
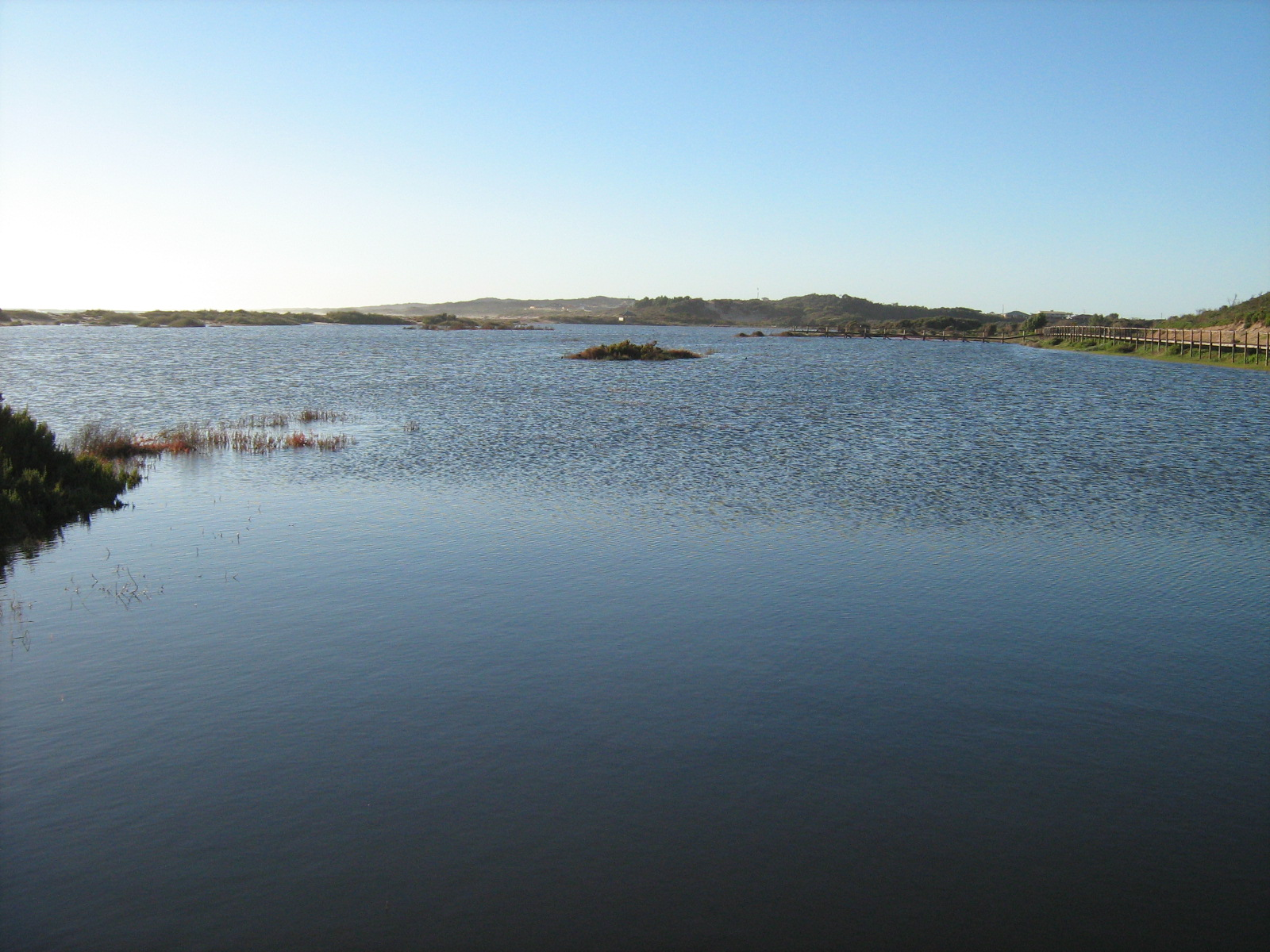
estuarium